# Joacil Pereira
Joacil de Brito Pereira OMM (Caicó, 13 de fevereiro de 1923 – João Pessoa, 29 de agosto de 2012) foi um professor, advogado, escritor e político brasileiro filiado ao Democratas (DEM). Pela Paraíba, foi deputado federal e estadual.

## Biografia
Filho de Francisco Clementino Pereira e Isabel de Brito Pereira, mudou-se juntamente com os pais para João Pessoa após a Revolução de 1930. Fez os primeiros estudos em colégios da capital paraibana e em Garanhuns, no estado de Pernambuco, antes de interrompê-los para servir ao Exército entre 1942 e 1944. Na Assembleia Legislativa da Paraíba, trabalhou como redator de anais e debates, e bacharelou-se em direito na Universidade Federal de Pernambuco (UFPE) em 1950. Em 1952 fundou a Escola de Engenharia da Paraíba, posteriormente incorporada à Universidade Federal da Paraíba (UFPB).
Sua estreia em eleições iniciou-se em 1958, quando foi eleito deputado estadual pela UDN, em coligação com o Partido Libertador. Reeleito em 1962, Joacil Pereira migrou para a Aliança Renovadora Nacional (ARENA) em 1965 após a promulgação do Ato Institucional Número Dois, que eliminaria os demais partidos políticos e instituiu o bipartidarismo. Nas eleições de 1966, tentou uma vaga na Câmara dos Deputados, mas não teve sucesso e deixou a carreira política.
Nomeado secretário do Interior e Justiça no governo de Ivan Bichara, em 1975, exerceu o cargo até 1977 e no ano seguinte aposentou-se como professor universitário. Ainda em 1978, retornou à política ao disputar a eleição estadual para deputado federal, sendo o quarto mais votado (50 164 votos). Em 1979, filia-se ao PDS logo após a reformulação partidária. Na eleição de 1982, obteve a terceira maior votação para deputado federal (70 262 sufrágios) - desde 1981, Joacil foi o líder da bancada pedessista na Câmara. Em 1984, votou contra a emenda proposta pelo deputado Dante de Oliveira que restabeleceria as eleições diretas para a Presidência da República.
Um racha no PDS fez com que o deputado se filiasse ao recém-criado PFL (atual Democratas). Em abril de 1986, se licenciou do mandato, que foi ocupado pelo suplente Juracy Palhano, reassumindo-o em agosto do mesmo ano. Tentou se reeleger para um terceiro mandato nas eleições realizadas em novembro, porém não conseguiu, embora tivesse obtido 26 062 votos. Desde então, afastou-se da política e passou a dedicar-se aos trabalhos como professor e advogado criminalista em Pernambuco, Ceará e Rio Grande do Norte (seu estado natal).
Em 2002, Joacil foi admitido à Ordem do Mérito Militar no grau de Oficial especial pelo presidente Fernando Henrique Cardoso.
Em 2009, lançou o livro "Temas de Direito e Ciências Afins", último dos 9 livros que publicou. Era casado com Neli Santiago Pereira, com quem teve 8 filhos.

## Morte
Faleceu em João Pessoa, em 29 de agosto de 2012, aos 90 anos de idade.